# Gierzwałd (stacja kolejowa)
Gierzwałd – zlikwidowana stacja kolejowa w Gierzwałdzie, w województwie warmińsko-mazurskim, w Polsce.